# Maria Böhme
Maria Böhme (* 25. April 1956) ist eine deutsche Schauspielerin und Synchronsprecherin.
Maria Böhme ist seit den 1980er Jahren als Synchronsprecherin für zahlreiche Darsteller in Nebenrollen von Fernsehserien und Kino- und Fernsehfilmen tätig. Sie synchronisierte fast 500 Rollen in Film und Fernsehen.

## Filmografie (Auswahl)
- Merkwürdige Geschichten (1972)
- Der Zwilling (1982)

## Synchronrollen (Auswahl)
Laurie Metcalf
- 1995: Toy Story als Andys Mutter
- 1999: Toy Story 2 als Andys Mutter
- 2007: Georgias Gesetz als Paula
- 2010: Toy Story 3 als Andys Mutter
- 2019: A Toy Story: Alles hört auf kein Kommando als Andys Mutter

- Star Trek
- 1989–1992: CHiPs
- 1992: Owen Marshall – Strafverteidiger
- 1993–1999: für Rachel Chagall in Die Nanny als Val Toriello
- 1995: Der Unsichtbare
- 1992–1997: Sailor Moon
- 1998: Rudolph mit der roten Nase
- 1999: SimsalaGrimm
- 2021: Violet Evergarden